# Aphanalebra unipuncta
Aphanalebra unipuncta är en insektsart som först beskrevs av Baker 1899.  Aphanalebra unipuncta ingår i släktet Aphanalebra och familjen dvärgstritar. Inga underarter finns listade i Catalogue of Life.